# سامسونگ گلکسی نوت ۵
سامسونگ گلکسی نوت ۵ (به انگلیسی: Samsung Galaxy Note 5) یک گوشی هوشمند از سری گلکسی نوت ، محصولی از شرکت سامسونگ می‌باشد، که در تاریخ ۲۱ اوت ۲۰۱۵ روانه بازار شد.

## ویژگی‌ها
این گوشی شباهت زیادی به سامسونگ گلکسی اس۶ دارد، اما حسگر مادون قرمز در این گوشی حذف شده‌است چون سامسونگ معتقد است افراد زیادی از این ویژگی استفاده نمی‌کنند. همچنین قاب فلزی و قلم S آن نیز از ویژگی‌های دیگر این گوشی می‌باشد. برخلاف گوشی نوت ۴، که بدنه‌ای از جنس پلی‌کربنات دارد، بدنه این گوشی از یک شاسی فلزی از جنس آلومینیوم و شیشه مقاوم گوریلا گلس ۴ در پشت و جلوی دستگاه تشکیل شده‌است. همچنین نسبت به گوشی نوت ۴، این مدل ۵ گرم سبک‌تر و نازک‌تر می‌باشد. نوت ۵ دارای یک صفحه نمایش ۵٫۷ اینچی سوپر آمولد می‌باشد (نسبت صفحه نمایش به بدنه ۷۵٫۹٪) و نسبت به نوت ۴ تغییری نکرده‌است.

### قلم
قلم نوت ۵ انعطاف‌پذیر می‌باشد و امکان نوشتن روی صفحه را در حالت آماده باش می‌دهد.
جالب است بدانید دکمه ای که روی قلم وجود دارد امکان میانبر را برای شما فراهم می‌کند و با فشار دادن آن می‌توانید خیلی سریع به برنامه‌های دلخواه خود برسید.
و همچنان در جعبه گوشی نیز چند عدد از سری قلم وجود دارد که در صورت خراب شدن می‌توانید خودتان تعویض کنید.

## عرضه
گلکسی نوت ۵ برای اولین بار در تایوان، تایلند و سنگاپور در تاریخ ۱۵ اوت ۲۰۱۵ منتشر شد، و در ۲۱ اوت ۲۰۱۵ در ایالات متحده منتشر شد.
۸ شهریور ۱۳۹۴ گلکسی نوت ۵ در ایران به صورت رسمی معرفی شد.